# Douze collines sacrées de l'Imerina
Les douze collines sacrées de l'Imerina sont des collines d'importance historique pour le peuple Merina de Madagascar.

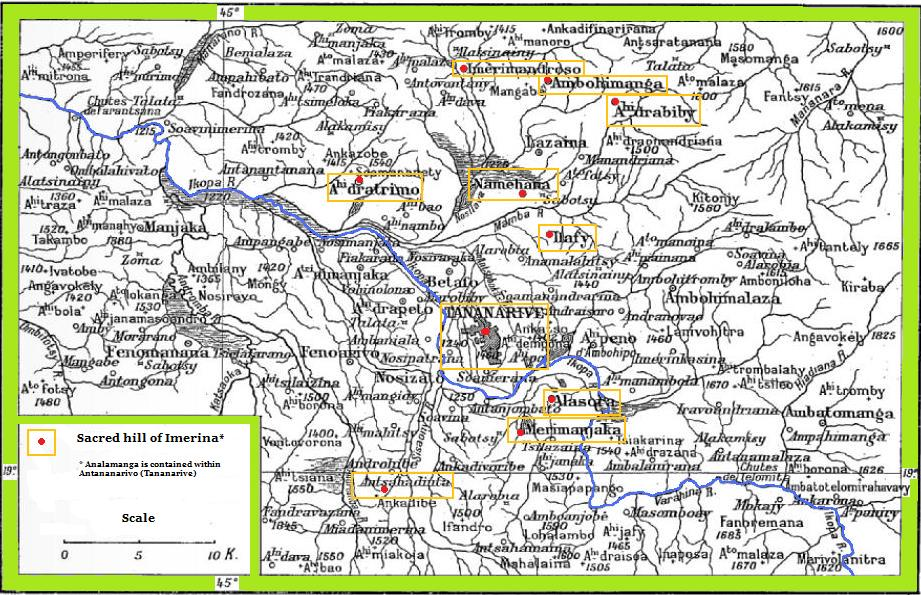
Collines sacrées de l'Imerina.

## Liminaire
Situés dans l'ensemble de l'Imerina, la zone centrale des hauts plateaux de Madagascar, les sites étaient souvent d'anciennes capitales, les lieux de naissance de personnalités publiques ou les tombes de dirigeants politiques ou spirituels estimés. Le premier ensemble de sites sacrés a été désigné par le roi Andrianjaka, au début du XVIIe siècle. La notion a été re-sanctifiée par le roi Andrianampoinimerina, du XVIIIe siècle, qui a remplacé plusieurs des sites précédents par de nouveaux. Plus de douze sites ont ainsi été désignés sacrés au fil du temps, bien que la notion de douze collines sacrées se soit perpétuée en raison de la signification du nombre douze dans la cosmologie malgache. Aujourd'hui, il ne reste que peu de preuves concrètes de l'importance de bon nombre de ces sites, mais l'héritage archéologique et culturel important de plusieurs de ces sites a été préservé. La signification historique des sites est mieux représentée par le rova d'Antananarivo à Analamanga, l'ancienne ville fortifiée d'Alasora, les maisons et les tombeaux de l'andriana (classe noble) à Antsahadinta et les anciennes fortifications et palais d'Ambohimanga, protégés par l'UNESCO, inscrits sur le  site du patrimoine mondial depuis 2001.

## Histoire
Selon la il y a une relation entre le roi Andriamasinavalona et le nombre douze[incompréhensible] des douze collines sacrées. Aussi, Andriamasinavalona fut le premier à utiliser le nombre douze pour désigner les douze régnants ancêtres des "andriana". Cependant, une selon une autre la légende populaire, c'est le roi Andrianjaka (1610-1630) qui déclara que douze collines de l'Imerina (région centrale des Hautes Terres de Madagascar) étaient sacrées. Les raisons sont d'ordre historique, politique ou spirituelle pour le peuple Merina. Le roi Andrianampoinimerina (1787-1810) désigna à son tour douze collines, dont plusieurs parmi celles identifiées pour la première fois par Andrianjaka. Les douze collines représentent l'union et l'unité du royaume Merina. En effet, la plupart de ces collines ont servi de lieux de rassemblement aux capitales des royaumes rivaux conquis par Andrianampoinimerina et unies sous son règne, et beaucoup sont également le siège du pouvoir des rois et reines historiques de la dynastie Merina. Elles renvoient l'image de l'omniprésence du roi dans les différentes zones, aussi éloignées les unes des autres soient-elle et donc d'éviter les problèmes dans des villages déjà concquis. Pour ce faire, le roi plaça ses douze femmes sur chacune de ces collines et il répartit ses enfants et ses frères et sœurs suivant "l'Imerina 6 toko" tandis que lui, il se basa à Ambohimanga et à Antananarivo. Ces 112 collines[Lesquelles ?] ont toujours été des zones surveillées car elles abritent les tombeaux des Rois prédécesseurs donc considérer comme sacré, le roi disait « Tsaroako ny razako » littéralement, « je me souviens de mes ancêtres ».
Les douze collines sacrées sont alors appelées lors de culte des ancêtres et ne sont pas exclues lors des cérémonies des "Fandroana". Lors des cérémonies "Fandroana", Ambohimanga et Antananarivo se partagent la viande du zébu "Volavita" tandis que dans les douze autres collines, les nobles et les seigneurs se partagent avec la population le zébu "malaza". Ce partage de viande de "Omby malaza" pour la population est communément appelé "jakan'andriana" et c'est en échange de taxes pour chaque vivant, le "variraiventy" que la population donne au roi et distribué de manière à respecter les origines de chaque individu. Voici des exemples de lieux de distributions les tsimahafotsy à Ambohimanga, les voromahery à Antananarivo, les mandiavato à Ambohidrabiby, Alasora et les Ambohidralambo à Amboatany.

## Sites clés
Douze est un chiffre sacré dans la cosmologie de Merina et on dit communément qu'Andrianampoinimerina avait douze femmes et en avait installé une sur chacune des douze collines sacrées de son royaume. En réalité, il avait plus de douze femmes et plus de douze collines entourant Antananarivo qui revendiquaient un statut sacré. Ainsi, les collines qui devraient constituer la liste des douze sites sacrés nommés par Andrianampoinimerina restent controversées mais diverses sources ont couramment indiqué les sites suivants :

### Colline d'Alasora
18° 57′ 46,08″ S, 47° 34′ 09,74″ E (1 348 m, à 15 km au sud-est d'Antananarivo)

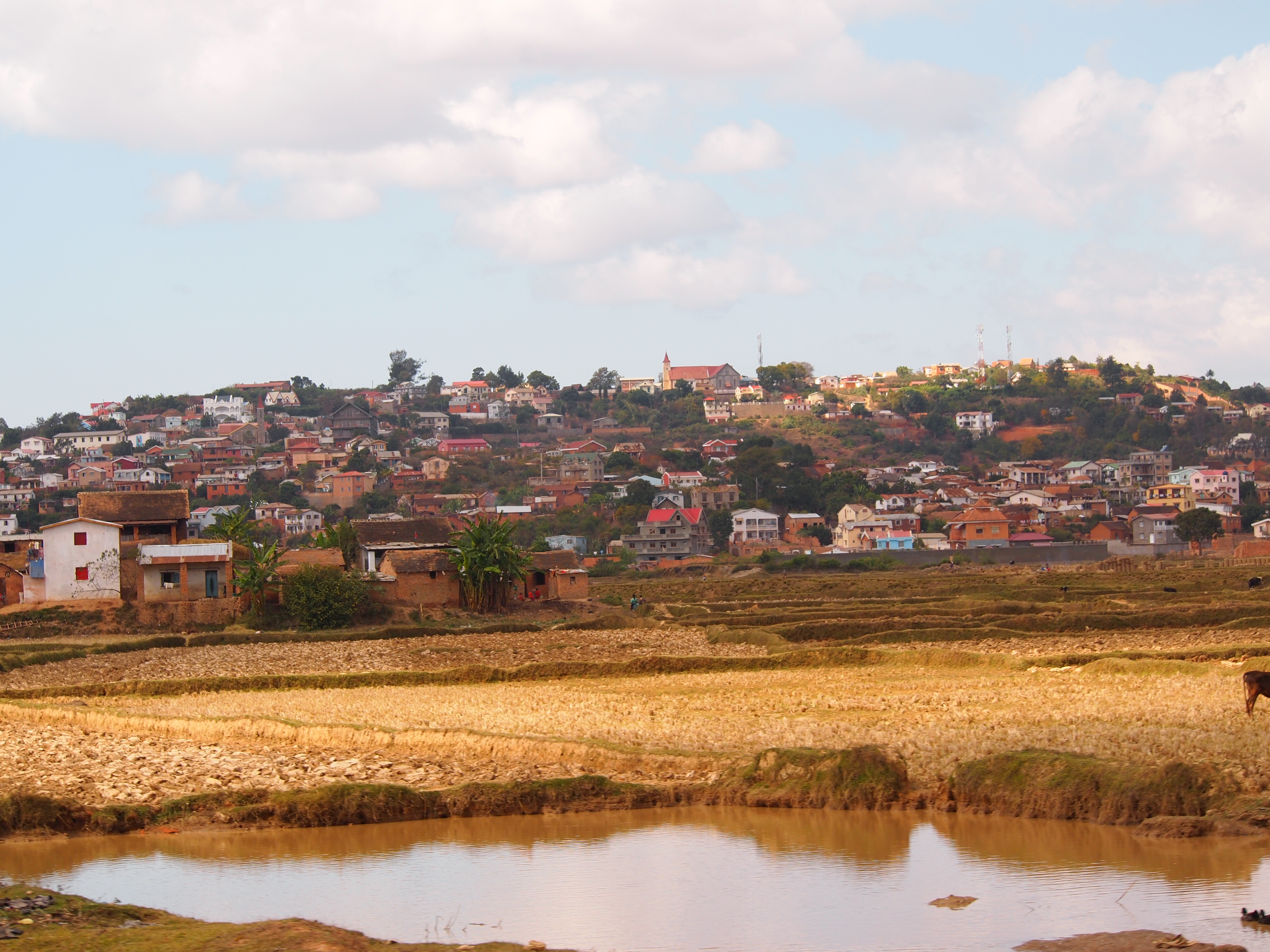
Alasora, 2013.

Alasora,,, est l'un des plus anciens villages d'Imérine, qui aurait été fondé par le prince Ramasimparihy en 1490. À la suite d'une décision prise par Imerimanjaka, la reine vazimba Rangita (1500-1520) et son frère Andrianamponga ont donné au site son nom actuel. Soxus la fille de Rangita, la reine Rafohy (1520-1540), la capitale de la région fut transférée d'Imerimanjaka à Alasora. Certains des éléments monumentaux du site ont été ajoutés sur l'ordre de son fils, le roi Andriamanelo (1540-1575), notamment l'hadivory et l'hadifetsy (tranchées défensives autour de la ville), ainsi que le vavahady, porte de la ville protégée par un grand disque de pierre laminé faisant office de barrière et ombragé par l'aviavy (figuiers), symbole de la royauté. Ce modèle de ville a ensuite été adopté dans l'ensemble de l'Imerina. La tombe d'Andriamanelo se trouve ici.

### Colline d'Ambohidrabiby
18° 46′ 26″ S, 47° 36′ 28″ E (20 km au nord-est d'Antananarivo)

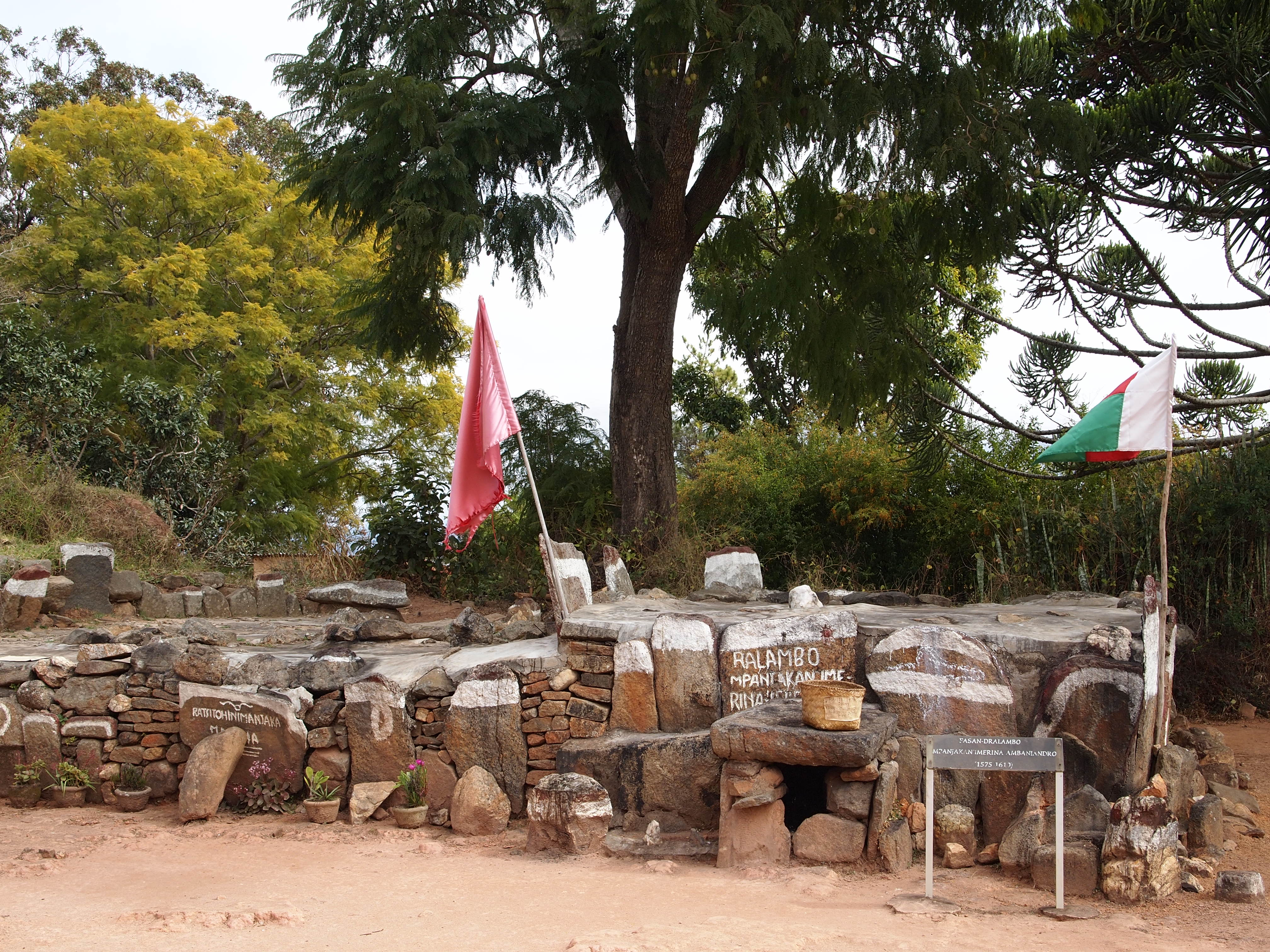
Tombe de Ralambo à Ambohitrabiby.

Ambohidrabiby ,,,, est le site de la capitale du roi Ralambo (1575-1610), qui est enterré ici, avec son grand-père Vazimba (ou beau-père) Rabiby, un astrologue de renom qui a donné son nom à la colline. Y sont également ensevelis Rasendrasoa, épouse principale du roi Andrianampoinimerina, et ses descendants royaux dont le prince Rabemaso, dernier grand seigneur du Marovatana et du Mandiavato juste avant la conquête en 1895.

### Colline d'Ambohidratrimo
18° 49′ 25,52″ S, 47° 26′ 48,7″ E (1 352 m, à 17 km au nord d'Antananarivo)

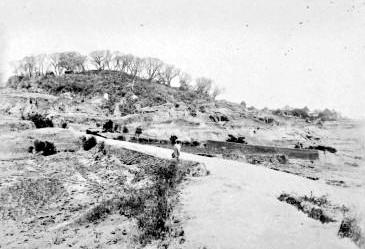
Ambohidratrimo, 1901.

Ambohidratrimo,,, est nommé en l'honneur du roi Ratrimo qui, au milieu du XIIe siècle, était, selon l'histoire orale, le premier roi à avoir régné sur le territoire. Après plusieurs tentatives infructueuses pour s'emparer de la colline, Andrianampoinimerina a finalement réussi à intégrer le territoire à son royaume par un mariage avec son épouse secondaire Rambolamasoandro, princesse d'Ambohidratrimo et future mère de son fils et successeur Radama I.

### Colline d'Ambohimanga
18° 45′ 37,6″ S, 47° 33′ 43,4″ E (1 456 m, à 21 km au nord d'Antananarivo) 

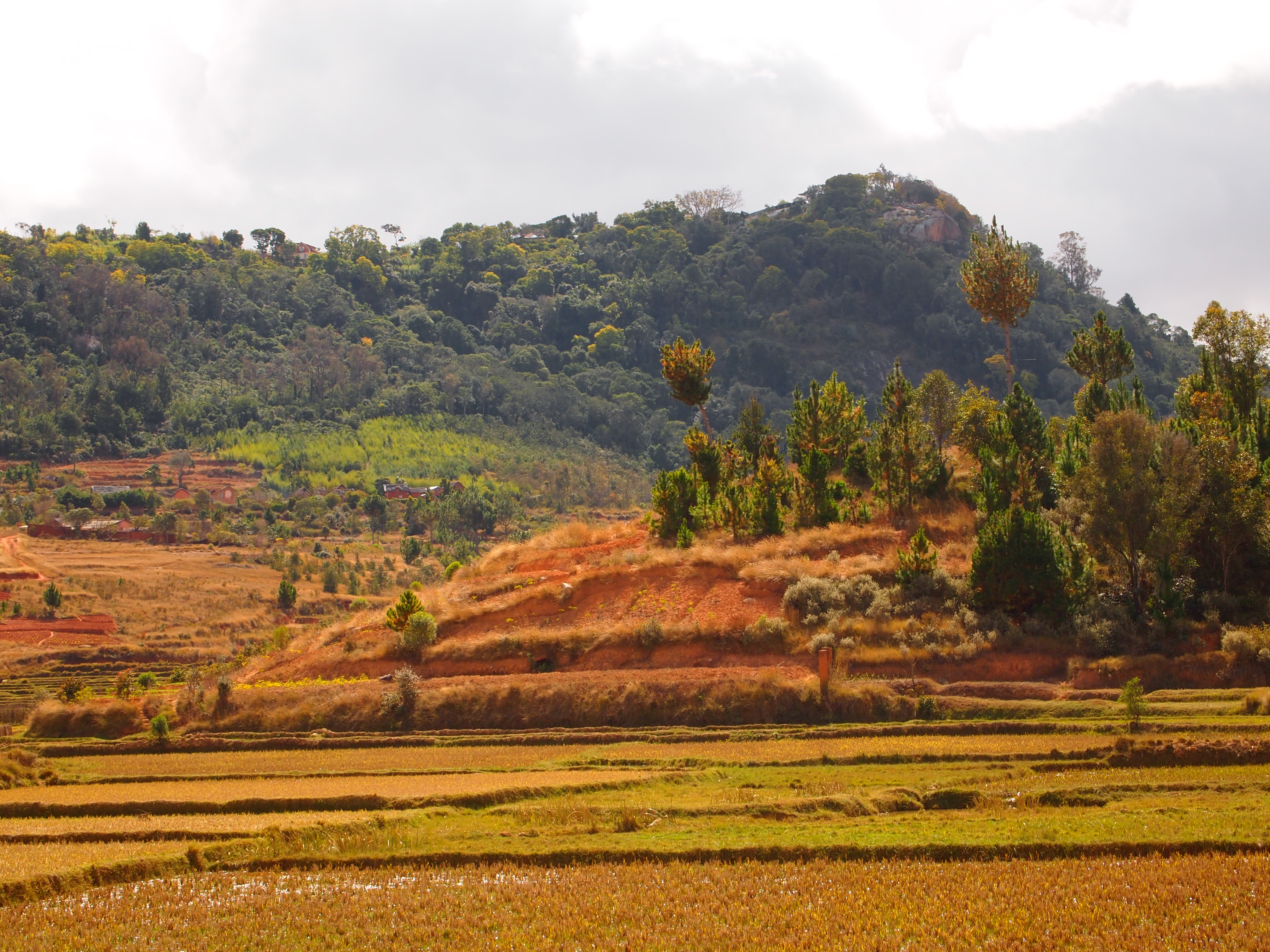
Ambohimanga, 2013.

Ambohimanga,,,,, (« Colline bleue ») est le site de la capitale de l'Imerina sous Andrianampoinimerina, Ambohimanga a été classé au patrimoine mondial de l'UNESCo en 2001.

### Colline d'Analamanga
18° 55′ 24,86″ S, 47° 31′ 56,06″ E (au centre d'Antananarivo)

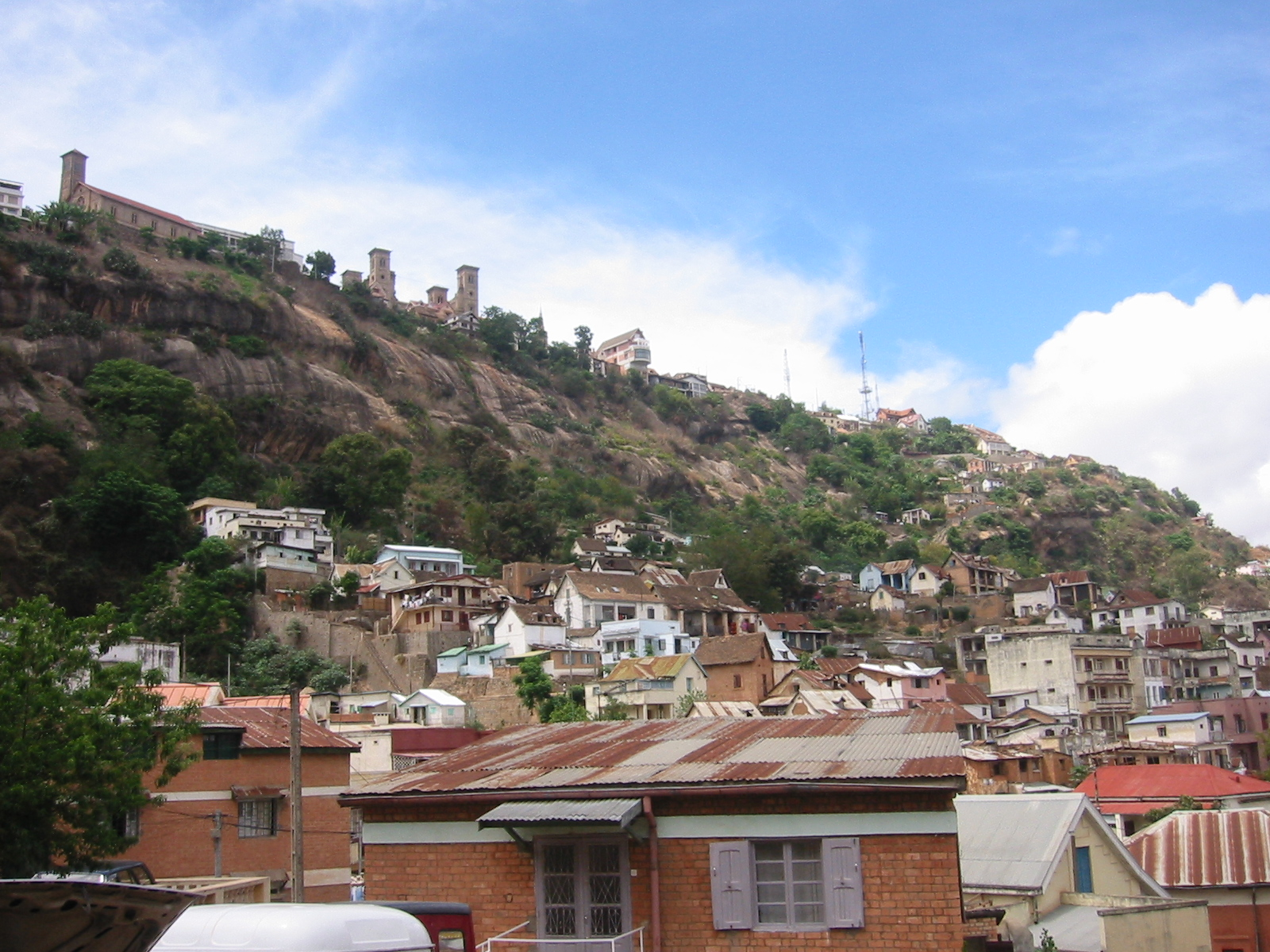
Analamanga, 2005.

Analamanga,,,, (« Forêt bleue ») est le site du rova d'Antananarivo, dans l'Analamanga, est situé sur la plus haute colline de la capitale Antananarivo, sur laquelle la ville d'origine a été construite par le roi Andrianjaka (1610-1630).

### Colline d'Antsahadinta
19° 00′ 43,2″ S, 47° 27′ 25,6″ E (1 390 m)

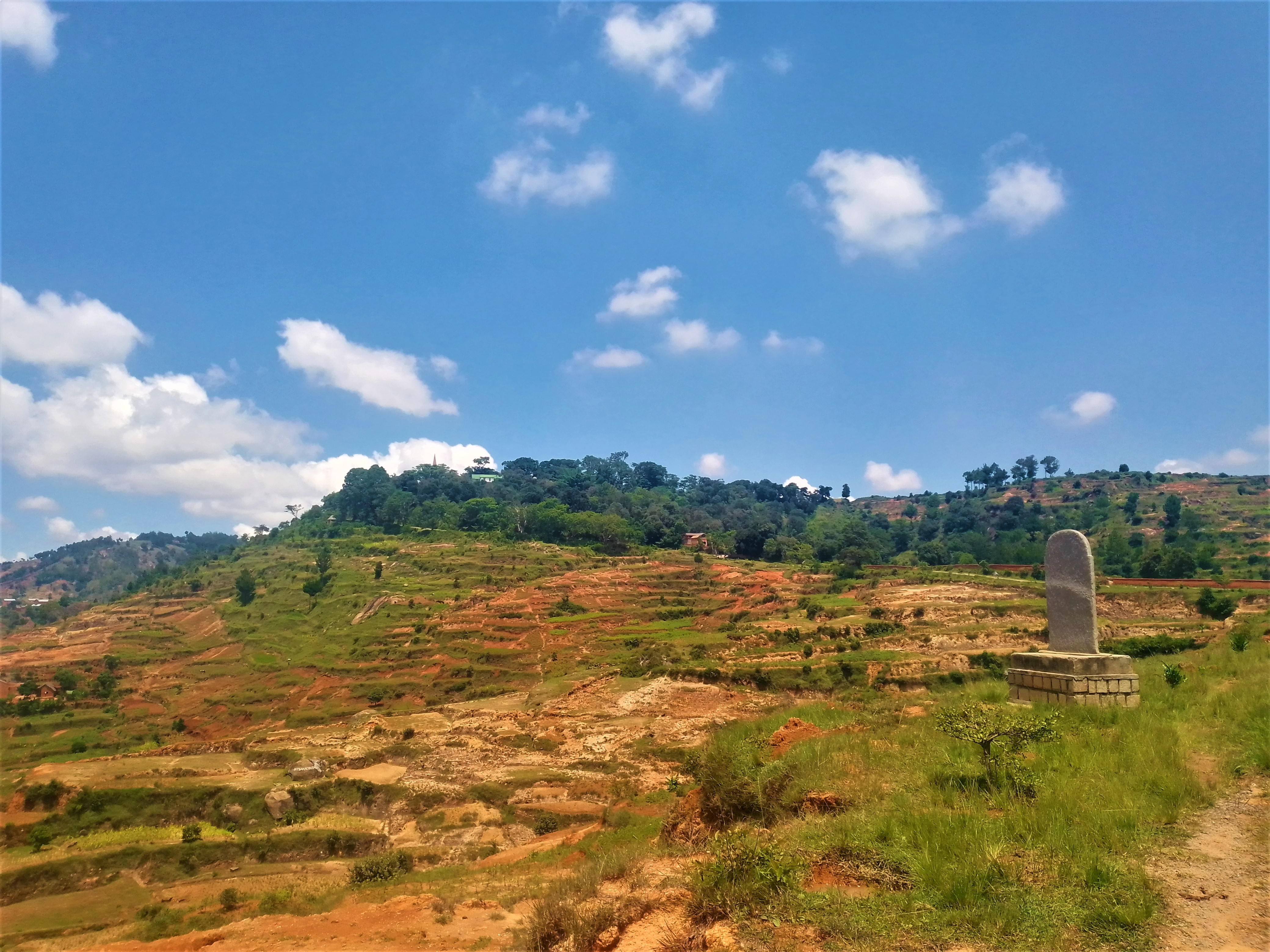
La colline d'Antsahadinta, 2023

Antsahadinta,,, (« Vallée des sangsues ») : le site a été aménagé et construit par le roi Andriamangarira (1725 - 1775), petit-fils d'Andriamasinavalona, roi de l'Imerina (1675 - 1710). Siège du pouvoir dans l'ouest de l'Imerina et site de nombreuses maisons aristocratiques en bois bien conservées, l'une des douze premières écoles publiques construites par James Cameron et d'autres missionnaires LMS sous Radama I, ainsi que plusieurs tombes royales importantes datant de plus de 700 ans. Parmi toutes les collines royales de l'Imerina, le patrimoine culturel et archéologique contenu dans ce site est le deuxième après Ambohimanga.

### Colline d'Ikaloy
18° 35′ 26″ S, 47° 39′ 00″ E (1 600 m, à 60 km au nord-est d'Antananarivo) 

Ikaloy,,,, est le lieu de naissance du roi Andrianampoinimerina. Parmi les vestiges de la ville historique se trouvent une pierre traditionnelle vavahady le long de la porte d'origine en pierre, de nombreuses anciennes tombes en pierre non marquées et une maison aristocratique en bois bien conservée.

### Colline d'Ilafy
18° 51′ 16,63″ S, 47° 33′ 54,43″ E

Ilafy,,,,,, est le site de la capitale du royaume d'Andrianjafy (1770-1787), ainsi qu'un modeste palais de vacances en bois construit par Radama II (1861-1863). Ilafy est également le site de la première manufacture d'armes à Madagascar, créée par Jean Laborde en 1833. La tombe originale du roi Radama II se trouve à cet endroit et son corps a été enterré dans cette tombe en 1863, mais a ensuite été transféré dans la tombe de Radama Ier sur l'enceinte du rova d'Antananarivo en 1897.

### Colline d'Imerimanjaka
18° 58′ 45″ S, 47° 32′ 53″ E

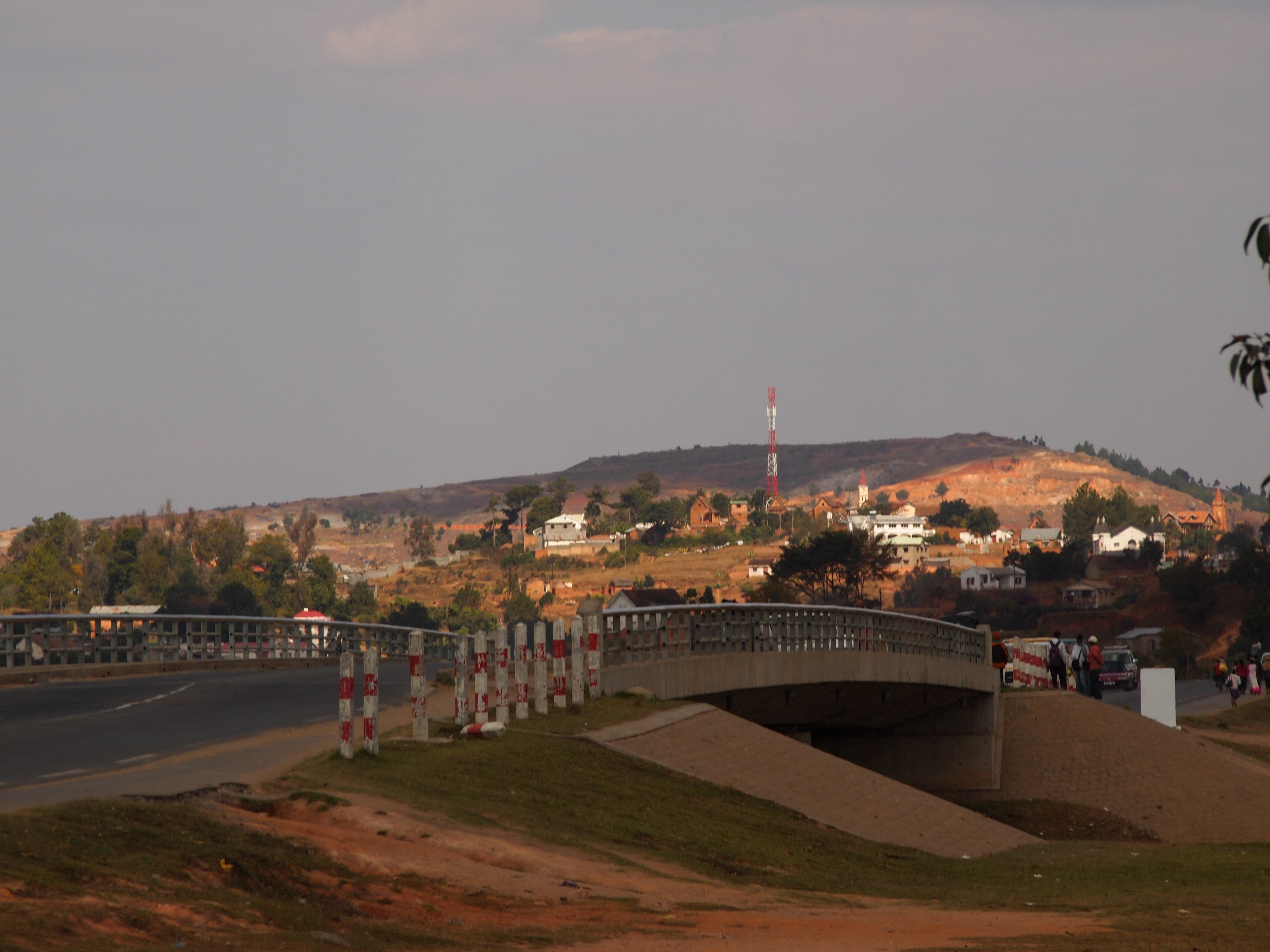
Imerimanjaka, 2013

Imerimanjaka,,, est le site des tombeaux de deux reines vazimba : Rangita, qui a dirigé son royaume de ce territoire, et Rafohy, mère d'Andriamanelo, le premier roi de la dynastie Imerina.

### Colline de Merimandroso
18° 45′ 10″ S, 47° 30′ 33″ E

Merimandroso est un village fondé par Andrianampoinimerina pour consolider les frontières nord-ouest de l’Imerina et repousser les incursions Marovatana ou Sakalava.

### Colline de Namehana
18° 50′ 03″ S, 47° 32′ 55,79″ E

Namehana,,, : site d'une grande bataille de la guerre franco-hova entre les Mérinas et les forces françaises en 1895.

### Colline d’Ambohimalaza
18° 53′ 32″ S, 47° 38′ 23″ E

Ambohimalaza est située à 15 km à l'est de la ville d'Antananarivo, appartenant au district d'Antananarivo Avaradrano. C'est un des premiers endroits où les Tranomanara ou Tranomasina ont été construits, sous le règne d’Andriantompokoindrindra.

## Collines moins communément citées

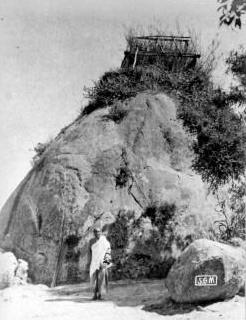
Site de la tombe d'Andriambahoaka à Ambohiniazy

Il existe de nombreux autres sites moins communément inclus parmi les douze collines sacrées. Les principaux parmi ceux-ci sont :
- Ambohijoky[3],[6] (12 km au sud d'Antananarivo) : Royaume d'origine de la reine Rabodo, 15ème épouse d'Andrianampoinimerina. À 1519 mètres d'altitude, c'est la plus haute des douze collines sacrées de l'Imerina[17].
- Antongona : Antongona abrite deux maisons royales historiques en bois et le village fortifié d'Amborano, établi au XVIIe siècle.
- Androhibe[2],[5]
- Ampandrana[3],[6]
- Hiarandriana[5]
- Ambatomanohina[2]
- Ambohidrapeto[8]
- Fenoarivo[6]
- Iharanandriana[6]
- Ambohidrontsy (Ambohihontsy, Ambohimanambola)[6]
- Ambohitrondrana[6]
- Amboatany[6]
- Ambohiniazy[6] : site où les Andriambahoaka étaient traditionnellement enterrés.
- Ambohijafy
- Ambohimandranjaka

## Remarques
1. ↑  (mg) Dadanaivo, « Ny tendrombohitra 12 », Ny mpandinika,‎ 1925
2. 1 2 3 4 5 6 7 8 9 10 11 12  Administration coloniale. Notes, reconnaissances et explorations, Volume 4 Imprimerie officielle de Tananarive, 1898.
3. 1 2 3 4 5 6 7 8 9 10 11 12  Labourdette, Jean-Paul and Auzias, Dominique, Madagascar Petit Futé, 2010.
4. 1 2 3 4  Les collines sacrées. Office régional du tourisme à Antananarivo, Accessed November 5, 2010.
5. 1 2 3 4 5 6 7 8 9 10 11  Oliver, Samuel. Madagascar: an historical and descriptive account of the island and its former dependencies, Volume 1. Macmillan, 1886.
6. 1 2 3 4 5 6 7 8 9 10 11 12 13 14 15 16 17 18 19  Ravalitera, Pela. Les Douze Collines sacrées, fruits de décisions royales. Journal de l'Express. Accessed December 1, 2010.
7. ↑  Alasora. Madatana.com Accessed November 5, 2010.
8. 1 2 3 4 5 6 7 8  Raison-Jourde, Françoise and Randrianja, Solofo. La Nation malgache au défi de l'ethnicité. Karthala Editions, 2002.
9. ↑  Ambohidratrimo. Madatana.com Accessed November 5, 2010.
10. ↑  Royal hill of Ambohimanga. UNESCO. Accessed November 5, 2010.
11. ↑  Antsahadinta. Madatana.com, Accessed November 5, 2010.
12. ↑  Kaloy. Madatana.com, Accessed November 5, 2010.
13. ↑  Andranovelona Ilafy.
14. ↑  Ilafy. Madatana.com, Accessed November 5, 2010.
15. ↑  Ambohitraina-Imerimanjaka. Madatana.com, Accessed November 5, 2010.
16. ↑  « Merimandroso - l'Imerina qui avance », sur www.madatana.com (consulté le 29 mars 2024)
17. ↑  Ambohijoky. Madatana.com Accessed November 5, 2010.